# Asma bint Umáis
Asma bint Umáis (en árabe: أسماء بنت عميس) de la tribu Banu Háshim, era una compañera del profeta Mahoma. Su tumba se encuentra en Baab Saghir, Damasco, Siria. Era considerada una de las mujeres más hermosas de su época. Murió en el año 40 de la Hégira después de la muerte del Imam Ali.

## Familia
Su padre era Umays ibn Ma'ad y su madre era Hind bint Awf. Su media hermana era Maymuna bint al-Harith, una de las esposas del profeta Mahoma. Su hermana Salma bint Umáis se casó con Hamza ibn Abd al-Muttálib.

## Matrimonios

### Primer matrimonio
Su primer marido fue Yá'far ibn Abi Tálib, también de la tribu Banu Háshim. Tuvo hijos con Yá'far varios años antes de la Hégira, participó en la migración hacia Abisinia junto con su marido y otro grupo de musulmanes.
Se sabe que Yá'far regresó a Medina después que los musulmanes conquistaran Jáibar. Yá'far fue asesinado en la batalla de Mu‘tah junto con Zayd ibn Harithah, el hijo adoptivo de Mahoma, y Abd Allah ibn Rawahah. Yá'far está enterrado en Mu‘tah al sur de Jordania.

### Segundo matrimonio
Después de la muerte de Yá'far, se casó con Abu Bakr. Ella estuvo presente en la casa de Ali en el momento en que Fátima bint Muhámmad falleció, seis meses después de la muerte de Mahoma. 
Asma, cuando se casó con Abu Bakr, estaba esperando un hijo pero no quiso perderse el último peregrinaje de Mahoma, aunque su alumbramiento estaba cerca y su esposo decidió acompañarla. En una de las paradas a lo largo de la ruta de peregrinación, Asma dio a luz a su hijo al que llamaron Muhammad ibn Abi Bakr. El niño, más adelante, sería adoptado por Ali después de la muerte de Abu Bakr. Abu Bakr planeaba enviar a Asma y a su hijo de vuelta a Medina, pero Mahoma lo hizo desistir.

### Tercer matrimonio
Cuando Abu Bakr falleció, Asma se casó con Ali Ibn Abi Tálib. Muhámmad ibn Abi Bakr fue adoptado por Ali y este lo crio como su propio hijo.

## Legado
Era una erudita del Islam y se la considera como una de las mujeres que primero entró en el paraíso.